# دكروة ياوشانية
دكروة ياوشانية (الاسم العلمي:Dichroa yaoshanensis) هي نوع من النباتات تتبع جنس الدكروة من الفصيلة الهدرانجية.